# Bisjkek
Bisjkek (Kirgizisch: Бишкек) is de hoofdstad van het Centraal-Aziatische land Kirgizië. De stad had in 2015 937.400 inwoners en is het economische, culturele, politieke en wetenschappelijke middelpunt van het land. Ook is de stad het belangrijkste verkeersknooppunt van het land en de omringende oblast Tsjoej. De stad maakt geen deel van genoemd oblast uit, maar is een zelfstandige politieke stadseenheid binnen het land.

## Etymologie
Over de herkomst van de namen Pisjpek en Bisjkek is veel twijfel. Het zou misschien een misspelling van het Oezbeekse "Besjbek" kunnen zijn, wat "vijf Beks" betekent, waarbij "Bek" een leider is van een bestuurlijke regio binnen kanaten of regio's in Boechara.
Een andere meer legendarische verklaring wordt gezocht in een verband tussen de stad en het Kirgizische woord voor een karnton waarmee gefermenteerde melk geklopt kan worden tot (bijvoorbeeld) de drank koemis.
Als een meer wetenschappelijk onderbouwde verklaring wordt ook wel gegeven dat het woord een gevolg is van een volksetymologische interpretatie van een oud woord voor "plaats onder de bergen".

## Geschiedenis
De eerste tekenen van bewoning dateren waarschijnlijk uit de 5e tot de 4e eeuw v.Chr., wat is af te leiden uit rotstekeningen die in de buurt van de stad zijn gevonden. Van de 7e eeuw tot het begin van de 13e eeuw stond hier het eerste fort, met daaromheen een voor die tijd grote stad met een oppervlakte van ongeveer 25 tot 30 km². Vanaf de 13e eeuw raakte de stad in verval als gevolg van de invasie van het Mogolrijk. De stad wist later opnieuw te groeien, maar bereikte niet weer dezelfde oppervlakte als daarvoor. In de 15e eeuw verdween de stad uiteindelijk toch. In de eeuwen daarna woonden vooral nomaden op deze plek.
De huidige stad ontstond uiteindelijk in 1825 uit een rustplaats voor handelskaravanen aan een van de wegen van de Zijderoute die door het Tiensjan-gebergte liep. In dat jaar stichtte de Oezbeekse kan Modali Lashkor Kumbeli van Tasjkent uit het Kanaat van Fergana (Kokand) op deze plek een lemen fort, genaamd Pisjpek, vernoemd naar een fort dat hier van de 7e tot de 12e eeuw had gestaan.
Op 24 oktober 1862 werd dit fort veroverd en verwoest door Russische troepen, ondersteund door de lokale Kirgiezen, die van het feodale systeem van de kan af wilden. In het fort verbleven namelijk ook de belastinginners van de kan. De Russen bouwden in 1864 een nieuw fort. Al snel begonnen veel Kozakken en Russen uit andere regio's zich in de nieuwe provincie bij het fort te vestigen. Zij werden vooral aangetrokken door de vruchtbare landbouwgronden (zwarte-aardebodem) die hen ter beschikking werden gesteld.
In 1878 werd de stad gesticht, doordat het bestuur van het district waar de plaats toen deel van uitmaakte, Pisjpek economisch en geografisch een betere bestuursplaats vond dan het oostelijker gelegen Tokmok, van waaruit het gebied tot dan toe werd bestuurd. Op 31 augustus van dat jaar werd een plan goedgekeurd voor een nieuwe planologische indeling van de stad. Het werd de eerste stad volgens Europees model in het latere Kirgizië. Twee jaar later, in 1882, had de stad 2135 inwoners en in 1913 18.468 inwoners. Na de Russische Revolutie van oktober 1917 werd de stad het centrum van de strijd om Noord-Kirgizië. Op 1 januari 1918 werd het communistisch bestuur er gevestigd. In 1924 werd de stad voorzien van een spoorlijn, waarmee ze verbonden werd met andere Russische economische regio's. Op 28 december van dat jaar werd de stad de hoofdstad van de nieuwe autonome oblast Kirgizië.
In 1926 werd de oblast omgevormd tot autonome socialistische sovjetrepubliek en werd de stad, net als zoveel steden in de Sovjet-Unie vernoemd naar een bolsjewiek. Bisjkek werd omgedoopt tot Froenze, ter ere van Michail Froenze die in 1885 in deze stad was geboren en een belangrijke rol speelde in de Russische Revolutie van 1905, die van 1917 en de Russische Burgeroorlog.
De stad begon zich daarna snel te ontwikkelen tot een centrum voor industriële en culturele activiteiten. Vooral vanaf 1941, toen een groot deel van de industrie uit het bezette gedeelte van Europees Rusland werd overgeheveld naar andere steden, die buiten het bereik van de nazi's lagen. De grootste groei vond plaats in de jaren 60. Vooral machinebouw en metaalbewerkingsindustrie ontwikkelden zich in de stad. In Bisjkek was ook een militaire pilotenschool gevestigd, waarvan een van de piloten, Hosni Moebarak, het later schopte tot president van Egypte.
Na het uiteenvallen van de Sovjet-Unie zakte de industrie, zoals in zoveel steden, door gebrek aan werk in elkaar. Slechts een paar industrieën draaien nog, zij het op veel beperktere schaal. In 1991 werd Froenze bij de Kirgizische onafhankelijkheid weer omgedoopt tot Bisjkek. De stad heeft een levendige en moderne uitstraling.

## Geografie
De stad is gelegen in het centrale gedeelte van de Čùjvallei, aan de voet van het Ala-Toogebergte op een hoogte van 700 tot 850 meter. Het Ala-Toogebergte is een uitloper van het Tiensjangebergte. Ten noorden van de stad liggen de toppen van dit gebergte, die tot boven de 4800 meter reiken. Ten noorden daarvan ligt een groot steppegebied dat doorloopt tot ver in Kazachstan. De stad ligt aan de rivieren de Ala-Artsja en de Alamedin en in de buurt van de stad stroomt ook de rivier de Čùj.

## Bezienswaardigheden
Bisjkek is een jonge stad, waardoor er slechts weinig historische gebouwen staan. De stad is qua opzet gelijk aan veel andere Sovjetsteden, met brede wegen en pleinen, meerdere grote parken en de typische modernistische Sovjetgebouwen en standbeelden. Ook is er een prominent standbeeld van Lenin en Froenze te zien. Een ander standbeeld is het ruiterstandbeeld van de Kirgizische held Manas.
Een ander bouwwerk is het overwinningsmonument dat bestaat uit drie gekromde spiralen die samen een boogwerk vormen in de vorm van een joert, de nomadische tent van de Kirgiezen. Verder bevinden zich in de stad veel musea, universiteiten, een philharmonie en een theater.
Een prominent gebouw is het Witte Huis, waar in de tijd van de Kirgizische SSR de partijtop vergaderde en dat nu dienst doet als presidentieel paleis.
Op enige afstand ten oosten van de stad ligt het 20.000 hectare grote Ala-Artsja-natuurpark met meer dan 800 plantsoorten en 170 zoogdiersoorten en vogels. Ook biedt het park een goed uitzicht op de besneeuwde toppen van de bergen en op de gelijknamige rivier. Het Ala-Toogebergte ligt op grofweg 40 kilometer afstand van de stad.
De stad heeft een internationale luchthaven die de thuisbasis is voor de nationale luchtvaartmaatschappij Kyrgyzstan Airlines. Op de luchthaven was van 2001 tot 2014 de Amerikaanse luchtmachtbasis Ganci gevestigd (voor de oorlogen in Afghanistan en Irak). Rusland heeft op 20 kilometer ten oosten van de stad bij de plaats Kant eveneens een luchtmachtbasis.

## Zustersteden
- Ankara, Turkije
- Colorado Springs, Verenigde Staten
- Meriden, Verenigde Staten

## Geboren
- Gulnara Kasmalieva (1960), kunstenaar
- Gülmira Mambetalieva (1961), historicus en schrijver
- Igor Paklin (1963), Sovjet-Russisch hoogspringer
- Muratbek Djoemaliev (1965), kunstenaar
- Valentina Sjevtsjenko (1988), MMA-vechtster